# Murat Konuk
Murat Konuk, né le 18 février 1972, à Ankara, en Turquie, est un ancien joueur de basket-ball turc. Il évolue au poste d'ailier fort. 

## Palmarès
- Champion de Turquie 1999, 2000